# Cornelia Baumann
Cornelia Baumann-Hioolen (Kralingen, 16 februari 1885 – Renkum, 9 september 1971) was een Nederlands schilder en tekenaar.

## Leven en werk
Cornelia Hioolen, Cor voor intimi, was een dochter van Isaäc Alexander Hioolen en Jeltje Gaastra. Haar vader was fabrikant, de familie bezat een aantal molens (waaronder De Ster) en een karottenfabriekje in Kralingen. Hioolen werd opgeleid aan de Academie van Beeldende Kunsten en Technische Wetenschappen in Rotterdam, als leerling van Edema van der Tuuk, Van Maasdijk, Nachtweh en Oldewelt. In 1913 trouwde ze met dr. Evert Dirk Baumann (1883-1966), arts en medisch historicus. Het gezin Baumann-Hioolen verhuisde vanwege zijn werk in 1918 naar Oude Wetering en in 1925 naar Oosterbeek.
Baumann schilderde portretten, landschappen, bloemen en stillevens. Ze was lid van de kunstenaarsverenigingen Pictura Veluvensis in Renkum, Artibus Sacrum in Arnhem en Rhijn-Ouwe en Punt 62 in Oosterbeek. Ze nam vooral deel aan groepsexposities, maar had in 1935 een duo-expositie met Tilly Münninghoff-van Vliet in de Korenbeurs in Arnhem.
Cornelia Baumann overleed in 1971, op 86-jarige leeftijd. In de collectie van het RKD-Nederlands Instituut voor Kunstgeschiedenis zijn kopieën van haar brieven, schetsboeken en albums met foto's van eigen werk opgenomen.
- Biografisch Portaal: 44747179
- RKD-Nederlands Instituut voor Kunstgeschiedenis: 5153